# Rousthøje Sogn
Rousthøje Sogn er et sogn i Varde Provsti (Ribe Stift).
I 1961 blev Rousthøje Kirke opført, og Rousthøje blev et kirkedistrikt i Grimstrup Sogn, som hørte til Skast Herred i Ribe Amt. Ved kommunalreformen i 1970 blev Grimstrup indlemmet i Helle Kommune, der ved strukturreformen i 2007 indgik i Varde Kommune undtagen den sydlige del af Grimstrup Sogn, der kom til Esbjerg Kommune.
Da kirkedistrikterne blev nedlagt 1. oktober 2010, blev Rousthøje Kirkedistrikt udskilt fra Grimstrup Sogn som det selvstændige Rousthøje Sogn.
Stednavne, se Grimstrup Sogn.